# Shady El-Hamus
 (octobre 2018).
Si vous disposez d'ouvrages ou d'articles de référence ou si vous connaissez des sites web de qualité traitant du thème abordé ici, merci de compléter l'article en donnant les références utiles à sa vérifiabilité et en les liant à la section « Notes et références ».
Pour les articles homonymes, voir Hamus (homonymie).
Shady El-Hamus, né le 14 avril 1988 à Amsterdam, est un réalisateur et scénariste néerlandais.

## Biographie

### Vie privée
Il est le frère de Shahine El-Hamus.

## Filmographie

### Réalisateur
- 2013 : Sky High
- 2014 : Fairuz
- 2017 : Nachtschade[3]
- 2017 : Bestaan Is Gaan[4]
- 2021 : Forever Rich (en)

### Scénariste
- 2012 : Magnesium de Sam de Jong